# 비스킷 통

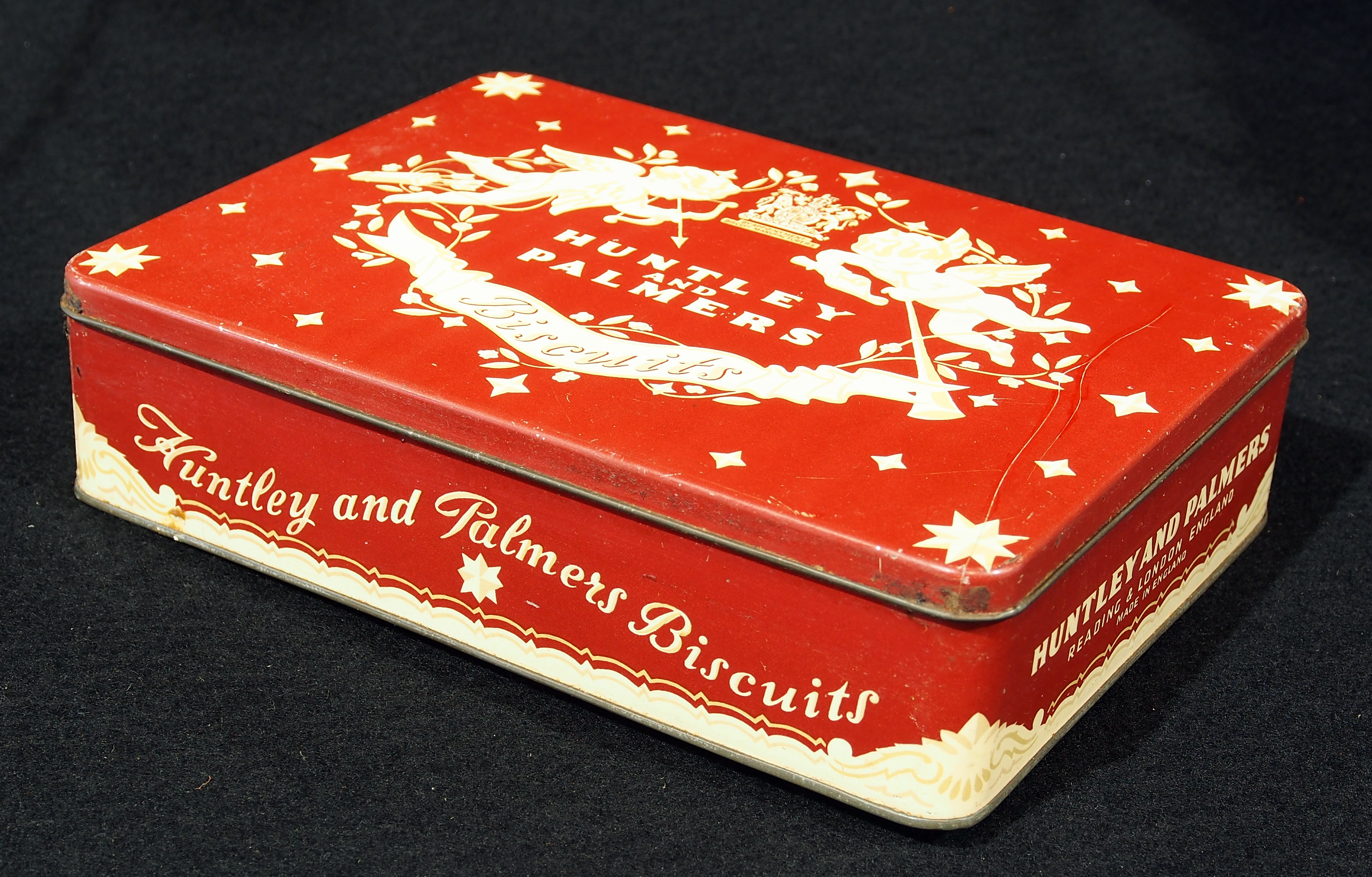
헌틀리 앤 팔머스 비스킷 통

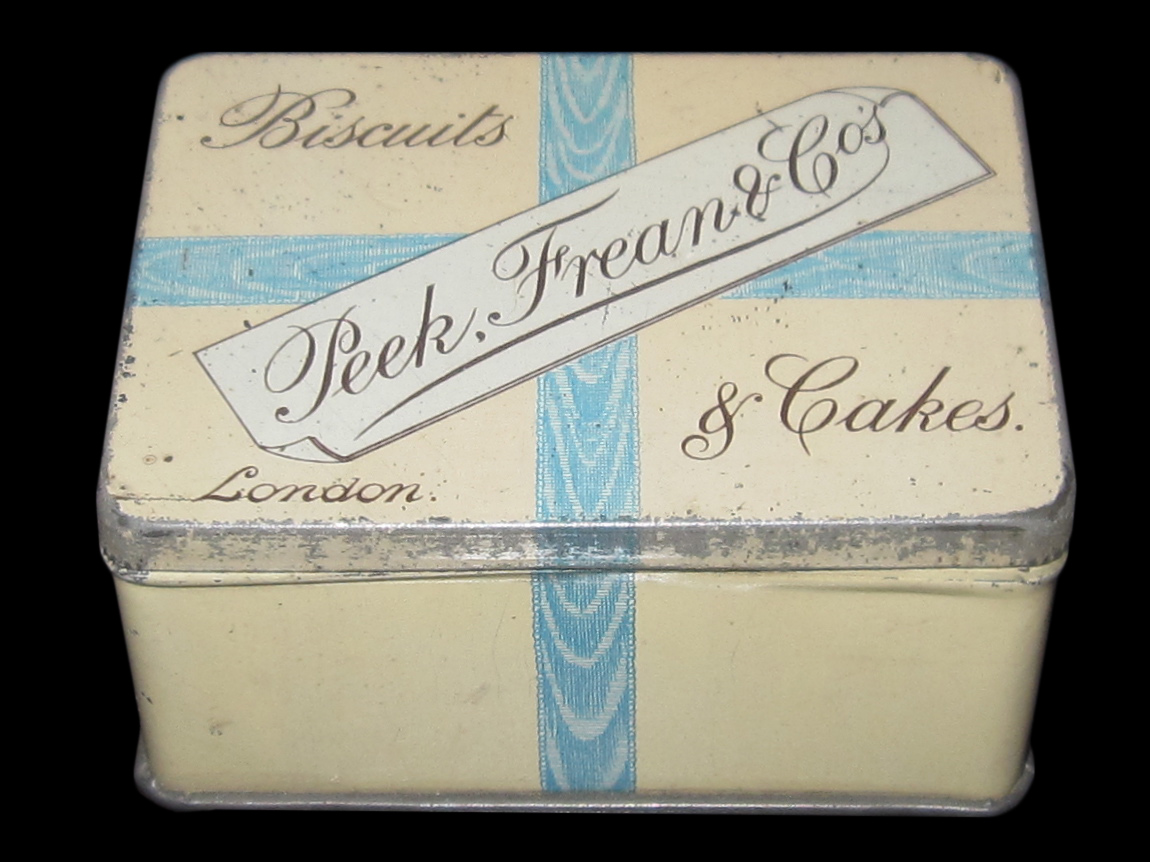
픽프랜 비스킷 통

비스킷 통은 비스킷 및 일부 제과를 포장하고 판매하는 데 사용되는 용기이다. 영국, 아일랜드 및 영연방 국가의 가정에서 흔히 볼 수 있고 유럽 대륙과 캐나다 퀘벡에서도 볼 수 있다. 미국과 캐나다(퀘벡 제외)에서는 20 세기 후반에 사용되기 시작했다.
독특한 외관으로 인해 비스킷 통은 종종 자선 단체와 몇몇 관광 명소에서 기금 모금을 위한 용기로 사용되어 왔으며 사람들이 더 많은 돈을 기부하게 유도하는 효과가 있다.

## 역사
비스킷 통의 외관은 주석과 철을 합한 양철로 만들어졌다. 철에 주석을 얇게 코팅한 판을 구부려 만든다. 1850년경 영국 주석 공급 업체는 기술적 혁신과 정치적 통제를 통해 주석판 공급의 세계적으로 주요한 업체가 되었다. 주석 도금 생산의 광대한 산업에서 비스킷 통 제조는 작지만 권위있는 부분으로 유통방식이 바뀜에 따라 정교한 보존 방법이 필요해졌고 식품 생산의 산업화가 진행되어 19 세기에 수요가 크게 증가했다.
영국식 비스킷 통은 1861년 허가 된 식료품점 법에 따라 식료품을 개별적으로 포장하고 판매할 수 있게 되면서 만들기 시작했다. 인쇄된 라벨 용지로 봉인하는 의무가 사라지면서 통 표면에 직접 인쇄하는 것이 일반화 된다. 1877년에 특허를 획득한 옵셋 인쇄를 통해 이국적인 디자인의 주석에 여러 가지 색상의 디자인을 인쇄할 수 있었다.

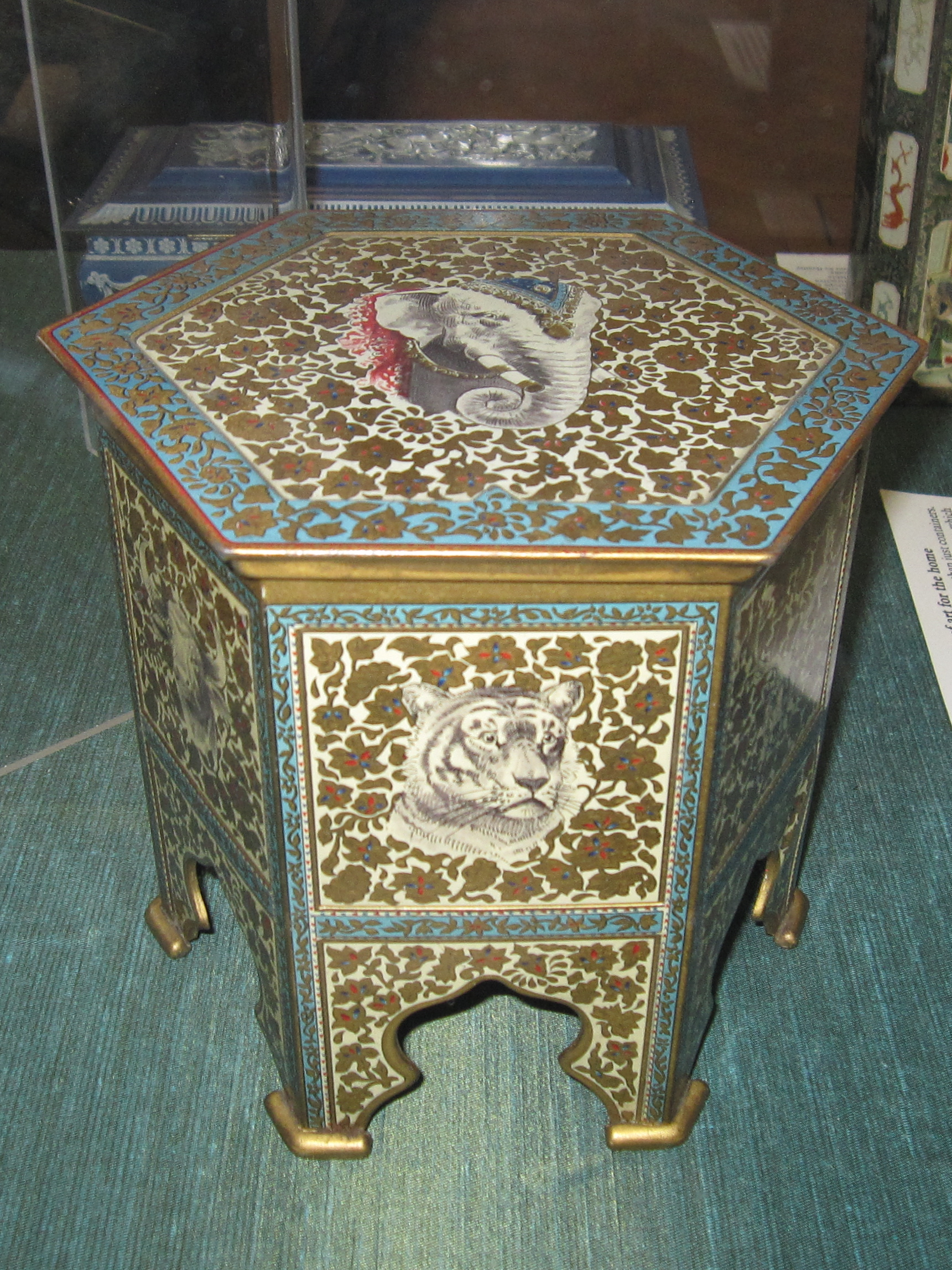
헌들리 앤 팔머스가 1904년에 내놓은 인도 테이블 모양의 비스킷 깡통 "카슈미르"

최초로 장식을 한 비스킷 통은 1868년 런던 회사 La Lae Huntley &amp; Palmers의 Owen Jones가 디자인한 것이었다. 초기 인쇄 방법에는 전사 기법(실제로 약 1750년부터 도자기 공예와 기타 도기 등을 장식하는 데 사용된 방법)이 있고 옵셋 인쇄가 있는데 이는 주석 판에 직접 찍는 과정을 포함한다. 단점은 색을 올바르게 칠하기 어렵다는 것이다. 장식용 주석판 생산의 혁신은 옵셋 인쇄의 발명이었다. 그것은 돌에 입힌 고무를 얇게 입혀 금속 표면에 찍는 것이다. 이전 인쇄 방법에 비해 원하는 수의 색상을 사용하여 실패하지도 않았고 고르지 않은 표면에 적용할 수도 있다는 것이 장점이었다. 따라서 빅토리아 시대 후기에 정교하고 화려한 디자인이 가능해졌다.
가장 이국적인 디자인은 1차 세계 대전 직전에 20 세기 초반에 제작되었다. 물가가 크게 상승했던 1920년대와 1930년대에는 크리스마스 시장을 제외하고는 비스킷 통은 대게 보수적인 디자인이었고 주로 어린이들을 위한 것이었다. 디자인은 일반적으로 대중의 관심과 취향을 반영했다.
제 2차 세계 대전으로 모든 장식용 주석 제품 생산이 중단되었으며 1945년 이후에는 이전과 같은 인기를 얻지 못했다.
빈티지 비스킷 통은 다양한 박물관에서 찾을 수 있으며 수집가들이 모으는 품목이 되었다.

## 예술 작품이 된 장식

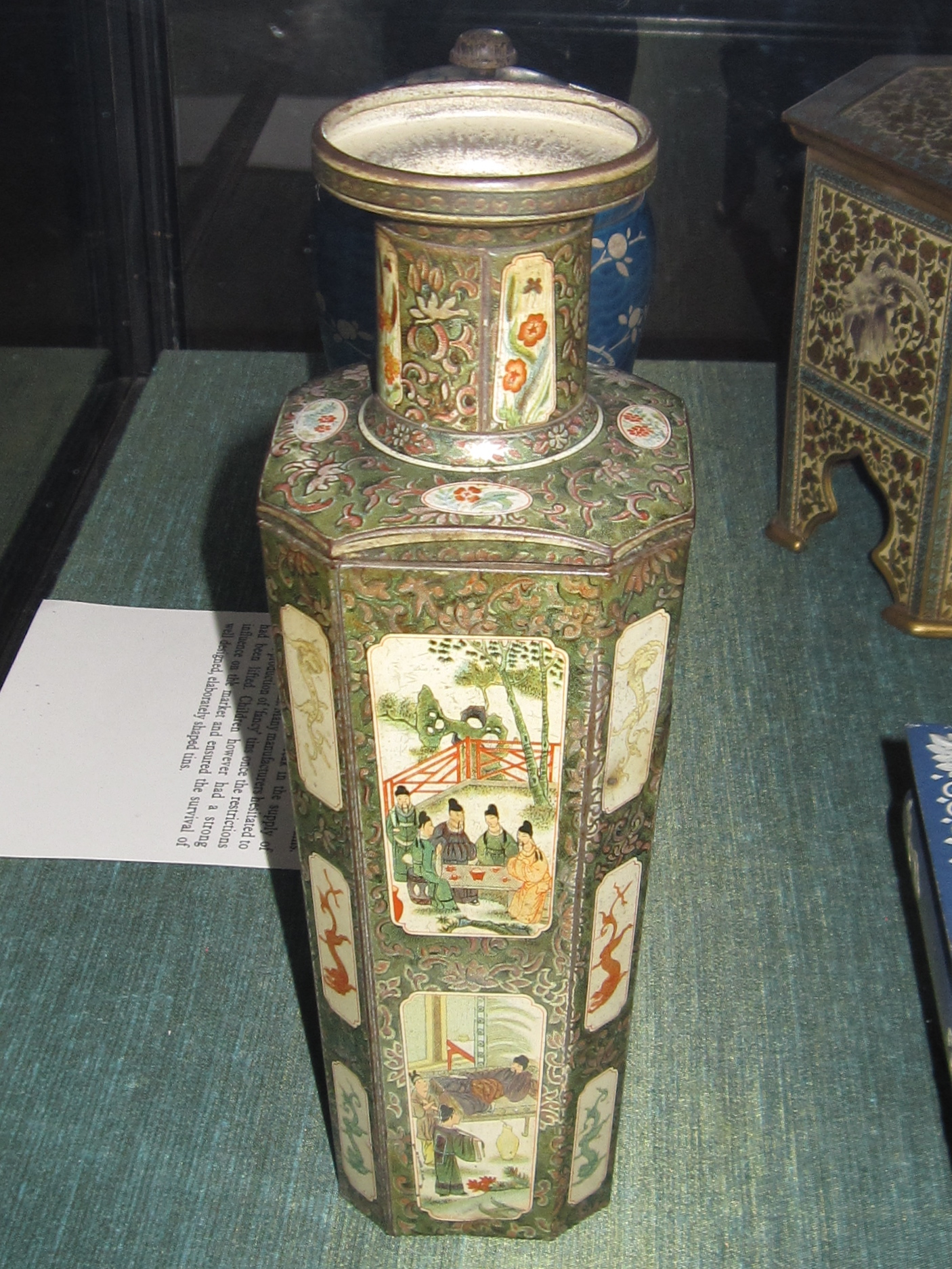
Huntley & Palmer의 중국 꽃병 모양의 비스킷 통

비스킷 통은 항상 용기 그 이상의 것이었다. 제조업체는 비스킷을 넘어서 즐길 수있는 제품을 만들려 했다.
비스킷 통을 만드는 것은 1890년대 후반에 시작되었다. 초기 비스킷 통의 모습은 바구니였지만 점차 다양한 종류의 미술품이 등장했다. 비스킷 통은 더 이상 크리스마스 날 어린이들을 겨냥한 것이 아니었다. 중산층 가정의 유용한 장식품이 되었다.
비스킷을 담던 중국 화병 모양의 통을 그대로 사용할 수 있었다. 웨지우드 제품과 같은 도자기를 본뜨거나 고급 나무 상자를 모방한 비스킷 통은 웅장한 주택이나 박물관에서 발견되고는 한다.
제1차 세계 대전은 장식된 비스킷 통 공급이 중단되었다. 많은 제조업체들은 생산 제한이 풀려도 "화려한" 비스킷 통 만들기를 주저했다. 그러나 아이들은 시장에 큰 영향력이 있었기에 화려하고 정교한 비스킷 통은 살아남았다.

## 상점에서 판매되는 비스킷 통
영국에서는 식료품점에 일반적으로 7 파운드 (3.2 kg) 통에 포장된 비스킷을 넣어 팔았다. 통에 담기지 않은 것은 종이 봉투에 필요한 양의 비스킷을 담아 팔았다. 일부 통에는 뚜껑에 유리 패널이 있어 비스킷이 내부에서 보였다.

## 그 외
- 장식한 상자
- 가루 비스킷, 비스킷을 갈은 것
- 쿠키 항아리
- 비스킷의 초기 형태인 리치 티
- 다호
- 주석 상자
- 깡통

## 같이 보기
- 다호
- 깡통